# Lepton lacerum
Lepton lacerum är en musselart som först beskrevs av John Gwyn Jeffreys 1872.  Lepton lacerum ingår i släktet Lepton och familjen Lasaeidae. Inga underarter finns listade i Catalogue of Life.